# Avec le temps (album)
Pour l’article homonyme, voir Avec le temps.
Albums de Soso Maness
Mistral
(2020) À l'aube
(2022)
Avec le temps est le troisième album de Soso Maness, sorti le 4 juin 2021

## Liste des pistes
| 1.    | Clair-obscur                      | 2:36 |
| 2.    | Les derniers marioles (feat. SCH) | 3:32 |
| 3.    | Réveiller                         | 2:47 |
| 4.    | J'aimerais tellement te dire      | 3:45 |
| 5.    | Petrouchka (feat. PLK)            | 3:10 |
| 6.    | DLB 13                            | 2:39 |
| 7.    | Fils de voyou                     | 2:31 |
| 8.    | 3x filtré                         | 2:50 |
| 9.    | Interlude (Ô Baumettes)           | 3:05 |
| 10.   | Toute la noche (feat. Gims)       | 3:06 |
| 11.   | Zumba Cafew                       | 4:54 |
| 12.   | Avec le temps                     | 3:05 |
| 13.   | Puta madre (feat. Jul)            | 3:08 |
| 14.   | Sur la tête de mon ex             | 2:40 |
| 15.   | Het Gaat Goed                     | 2:25 |
| 16.   | Madame Maness                     | 3:40 |
| 17.   | Outro (Avec le temps)             | 2:22 |
| 52:10 |                                   |      |

## Clips vidéos
- Zumba Cafew : 31 mars 2021
- DLB 13 : 5 mai 2021
- Les derniers marioles (avec SCH) : 21 mai 2021
- Petrouchka (avec PLK) : 4 juin 2022

## Titres certifiés en France
- Les derniers marioles (feat. SCH)  Or [2]
- Petrouchka (feat. PLK)  Diamant [3]
- Puta madre (feat. Jul)  Or [4]

## Classements et certifications

### Classements hebdomadaires
| Classements (2021)           | Meilleure position |
| ---------------------------- | ------------------ |
| France (SNEP)                | 1                  |
| Belgique (Wallonie Ultratop) | 5                  |
| Suisse (Schweizer Hitparade) | 12                 |

### Certifications
| Région                                                                                                 | Certification | Ventes/Streams |
| --- | ------------- | -------------- |
| France (SNEP)                                                                                          | 1 × Platine   | 100 000*       |
| *Ventes selon la certification ^Mise en rayon selon la certification xNon précisé par la certification |               |                |